# Angiokeratoma

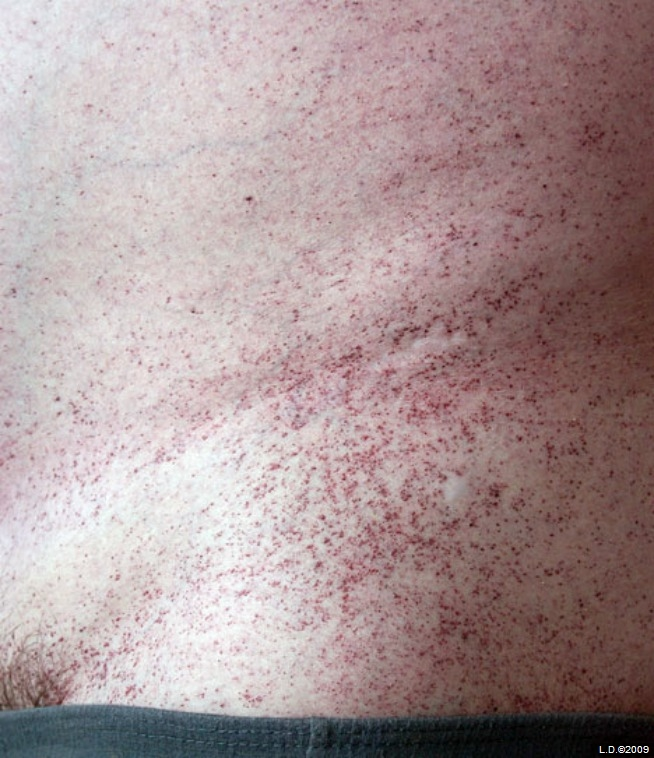
Angiokreatoma – wysypka kąpielówkowa

Rogowiec krwawy, inaczej angiokeratoma – drobne rogowaciejące naczyniaki skóry (według innych źródeł opisywane raczej jako malformacje naczyń włosowatych) występujące jako czerwono-purpurowa wysypka na ciele. Plamki mogą mieć wielkość łebka szpilki albo są większe, o średnicy do kilku milimetrów. Najczęściej obserwuje się je w okolicy od pępka do kolan oraz w miejscach, gdzie skóra ulega rozciąganiu (łokcie lub kolana).
Angiokreatoma występuje m.in. w przebiegu choroby Fabry’ego i jest najbardziej widocznym jej objawem.